# 韦恩·恩布里
韦恩·理查德·恩布里（英語：Wayne Richard Embry，1937年3月26日—），美国NBA联盟前职业篮球运动员。他在1958年的NBA选秀中第3轮第22顺位被圣路易斯鹰选中。